# Frank Dixon
Francis Joseph "Frank" Dixon (Port Dalhousie, Ontário, 1 de abril de 1878 – St. Catharines, Ontário, 29 de novembro de 1932) foi um jogador de lacrosse canadense. Dixon fez parte da equipe canadense que conquistou a medalha de ouro nos Jogos Olímpicos de Verão de 1908 em Londres.